# 네오지오 포켓 컬러
네오지오 포켓 컬러(영어: Neo Geo Pocket Color, 일본어: ネオジオポケットカラー)는 SNK에서 제작한 16비트 컬러 비디오 게임기이다. 1998년 일본에서 데뷔한 SNK의 모노크롬 네오지오 포켓의 후속작이다. 네오지오 포켓 컬러는 1999년 3월 16일 일본에서, 1999년 8월 6일 북미에서, 1999년 10월 1일 유럽에서 닌텐도가 독점하고 있는 시장에 진출하여 닌텐도의 게임보이 컬러와 경쟁했다.
미국과 일본 모두에서 14개의 타이틀(당시 기록)로 좋은 판매를 시작한 후, 이후 미국의 낮은 소매점 지원, SNK의 미국 경영진에 의한 타사 개발자와의 커뮤니케이션 부족닌텐도의 '포켓몬스터' 프랜차이즈의 인기와 32비트 게임보이 어드밴스에 대한 기대감,그리고 일본에서 반다이사의 원더스완과의 강력한 경쟁으로 두 지역 모두 매출이 감소했다.
한편 SNK는 최소 1년 동안 재정난에 시달려왔으나 곧 파산하여 2000년 1월 미국의 파칭코 제조업체인 아루즈(Aruze)에 인수되었다. 그러나 아루즈는 SNK의 비디오 게임 산업을 충분히 지원하지 않아 SNK의 최초 설립자와 다른 직원 몇 명이 회사를 떠나 새로운 회사인 브레저 소프트(BrezzaSoft)를 설립하게 되었다. 2000년 6월 13일, 아루즈는 북미와 유럽 시장을 그만두기로 결정했고, SNK의 전 세계 사업과 네오지오 하드웨어 및 소프트웨어의 중단을 알렸다. 그러나 네오지오 포켓 컬러(및 기타 SNK/네오지오 제품)는 일본에서 2001년까지 지속되었다. 2001년 10월 30일 회사가 파산하면서 SNK의 마지막 비디오 게임기였다.
실패에도 불구하고 네오지오 포켓 컬러는 영향력 있는 시스템으로 간주되어 왔다. 다음과 같이 많은 호평을 받은 게임들이 이 시스템을 위해 출시되었다. SNK vs. Capcom: The Match of the Millennium, 더 킹 오브 파이터즈 R-2 및 SNK의 MVS 및 AES에서 파생된 기타 고품질 아케이드 타이틀. 또한 아케이드 스타일의 마이크로스위치 'clicky stick' 조이스틱을 갖추고 있어 정확성과 격투 게임에 적합하다는 평을 받았다. 시스템의 디스플레이와 40시간의 배터리 수명도 좋은 평가를 받았다.